# Pokrovszk (Ukrajna)
Pokrovszk (ukránul: Покровськ) város Ukrajnában, a Donecki területen. A 2020. évi területi közigazgatási reformig az azonos nevű Pokrovszki járás székhelye volt. Szénbányászati központ, jelentős ipara van. 1938 óta város.	 

## Nevei
- 1934-ig Grisino
- 1934–1938 Posztisevo
- 1938–1964 Krasznoarmejszkoje
- 1964–2016 Krasznoarmijszk (ukránul Красноарми́йськ, oroszul Красноармейск)
- 2016-tól Pokrovszk

## Elhelyezkedése
Doneck területi székhelytől 65 km-re északnyugatra helyezkedik el. Fontos vasúti csomópont a várost Kijevvel összekötő vasúti fővonalon, a Donecki terület és a Dnyipropetrovszki terület határán. 

## Története
A települést a vasútvonal építésekor, az 1880-as években alapították. Az itt felépült vasútállomás és a környezetében létrejött település egyaránt a közeli Grisino faluról kapta nevét. A teljes hosszában elkészült vasútvonalat 1884 májusában nyitották meg. A 20. század elején az állomás melletti települést mintegy kétezerhatszázan lakták, zömmel a vasútnál dolgozók és családjaik. A környékén számos szénbánya kezdte meg működését. 
A szovjet korszakban, az 1930-as években építették és helyezték üzembe a város egyik legjelentősebb iparvállalatát, a kohászat számára termelő tűzálló anyagok gyárát. A település 1938-ban kapott városi rangot. A második világháború idején a német csapatok elfoglalták, majd a szovjet hadsereg 1943-ban felszabadította.
2020-ig a város része volt Rodinszke (ukr. Родинське) is, melyet 1950-ben a helyi szénbányák kitermelésére alapítottak.
Ukrajna orosz inváziója során, 2024 utolsó hónapjaiban az orosz haderő egyre közelebb jutott Pokrovszkhoz is, melyet az ukrán erők jelentős erőkkel védtek. Decemberre ez maradt a Donecki területen [még, 2024. december] ukrán ellenőrzés alatt álló utolsó jelentős és működő szén- és acélipari központ. Elemzők akkori véleménye szerint Pokrovszk elfoglalása súlyos csapást mérhet Ukrajna gazdaságára.
2024. december 12-én az ukrajnai kokszszén (az acélgyártás egyik alapvető nyersanyaga) termelését végző Metinvest Holding BV bejelentette, hogy leállította egyik legfontosabb bányájának termelését, mert a Pokrovszk körüli harcok veszélyeztették működését.